# ジャパニーズボブテイル
ジャパニーズ・ボブテイル(Japanese Bobtail)は、いわゆる日本猫にその起源を有する、猫の一品種。丸まったその短い尻尾を最たる特徴としている。

## 歴史
ボブテイル―すなわち丸まった短い尾を有する猫は古来より日本に生息していた。 一説によると、アジア大陸から太古の日本へと移り住んだ猫らの中に、切り株のように切れた尾を持つ個体が混ざっており、その切れ尾の劣性遺伝子が、在来の限られた遺伝子プールに拡散していった。 ジャパニーズボブテイルのその歴史は、そうしたいわゆる日本猫の直裔として、20世紀のアメリカ合衆国の地に産声を上げたことに始まった。
1960年代の日本にジュディ・クロフォードという名のアメリカ人女性が滞在していた。いつしか日本猫に魅了されるに至ったクロフォードは、母国のバージニア州に住むエリザベス・フリーレットという名の友人に対して、日本猫の雄と雌をそれぞれ一匹ずつ送り届けた。翌年にはそのつがいが子供を出産し、やがて帰国したクロフォードがその繁殖に着手することとなった。
他方の記録は、その発祥年代を、ブリーダーであったフリーレットが日本国外初の繁殖計画に着手した1968年であるとしている。
いずれにしても、1968年だけで100匹以上の短尾の日本猫が米国の地へと移送されるに至り、本格的な繁殖計画が始動。 基本的には短毛種であるとされていたこの種であったが、それらの中に長毛の個体が混入していたことで、1970年代の初めに長毛の遺伝子の存在が確認された。
やがて1976年に至り米国の猫種管理団体キャット・ファンシアーズ・アソシエーション(CFA)からの一品種としての認定を獲得。 そしてそれからおおよそ15年を過ぎ1992年にその長毛種にあたるジャパニーズボブテイルロングヘアが新たなる公認を獲得したのであった。

## 分類
北アメリカの猫種認定機関の遺伝審査委員を務めるグロリア・スティーブンスは、ジャパニーズボブテイルについて、これを「日本の町で普通に見掛けることのできる猫」であるとしている。さらには、米国のワシントンD.C.に所在するスミソニアン博物館の『フリーアー芸術展』に長毛の猫を描いた15世紀の大きな絵画が掛けられており、その猫をジャパニーズボブテイルであるとしている。 キャット・ファンシアーズ・アソシエーションの開催するキャットショー〔猫展覧会〕における2004年度のグランドチャンピオンはジャパニーズボブテイルであったが、この猫は日本の北海道の街の路地から拾われた元野良猫であった。
一方で、いわゆる日本猫の第一人者でもある平岩由伎子は、いわゆる日本猫を原型としてはいるものの、その日本猫に特徴的な短尾と三毛とに着目したうえでいわば人為的に作り出されてきたのがこの品種ジャパニーズボブテイルであって、厳密には日本猫には該当しないものであるとしている。 あるいは言い換えるならば、「”欧米人の思い描く日本猫”の姿を目指して作られてきた」がゆえに、その様式が”本来の日本猫”のそれとは「微妙に異なる」のであるという。
その原産地たる日本でほとんど絶滅状態になってしまった「純粋な日本猫」たるものと対比させたうえで、純血種として国外で手厚く保護されてきた「日本猫以上に日本的な雰囲気を漂わせた猫」と表現した者もあった。

## 特色
その外観については「類似した品種が他に見当たらない」との評がある。 身体の各所が全体的に長く、線がはっきりとしている。 最も顕著なる特徴はやはりそのポンポンを思わせる短く巻いた尻尾である。

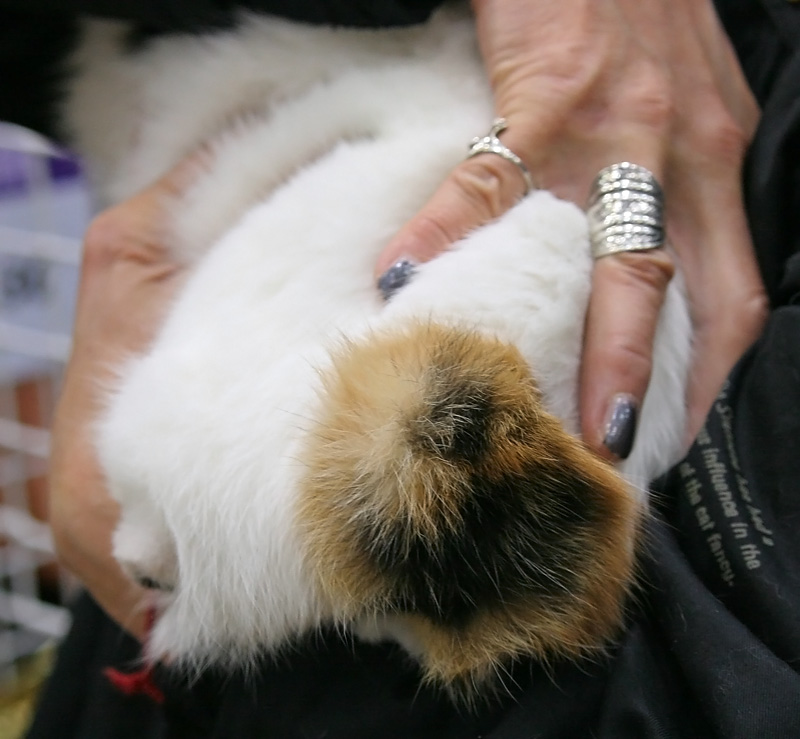
その丸みを帯びた尻尾の毛は胴体のそれより長めで多く、その骨は強くて堅い。

### 尻尾
この品種に特有のうさぎの尾に似たその短尾は劣性遺伝子によって発現する。したがって、両親ともがこの遺伝子の持ち主でない限り、これが子供に発現することはない。 普段は短く巻いたままにしており、限界にまで伸ばしても7.5センチメートル以下というのが通常であるが、長いものでは10センチメートルにまで達することがある。
同様の短い尾を持つ猫の品種に、千島列島をその発祥地とするクリルアイランドボブテイル、米国の地で発見されたアメリカンボブテイル、およびマン島に生息してきたマンクスがある。クリルアイランドボブテイルは遺伝的な類似を有してはいるものの、ジャパニーズボブテイルとは全く異なった種である。 アメリカンボブテイルについては、ジャパニーズボブテイルの短尾の遺伝子を継承したうえで生まれた品種であるとの説が提唱されているものの、定かとはなっていない。 マンクスの持つ短尾については、ジャパニーズボブテイルの原型たる日本猫のそれとは別の遺伝子によるものであることが確かめられている。

### 体躯
その胴体はすらりと細長く、筋肉質でありながらも決して大きくはないという、運動に適した体型を持つ。脚も同様にほっそりとしているが、頑丈である。

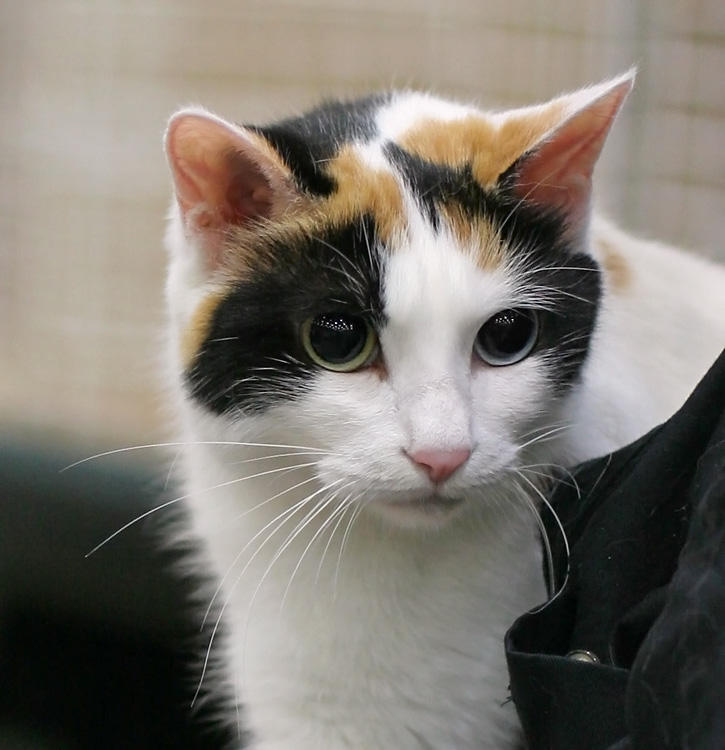
オッドアイを備えた三毛のジャパニーズボブテイル

### 頭部
両側の頬がゆるやかな曲線を描く均整の取れた三角形の輪郭に、鼻の先端から頬までに掛けて、2本の平行線がはっきりと目立って通っている。 耳は大きく直立しており、先が丸みを帯びている。
その眼は楕円形にして大きく、毛色に応じた色を持つのが基本ではあるが必ずしもではない。 愛玩用のものとしては、左右でその色が違ういわゆるオッドアイの人気も高い。 ジャパニーズボブテイルにおけるオッドアイは、白地の三毛の個体に特に多く見られる。

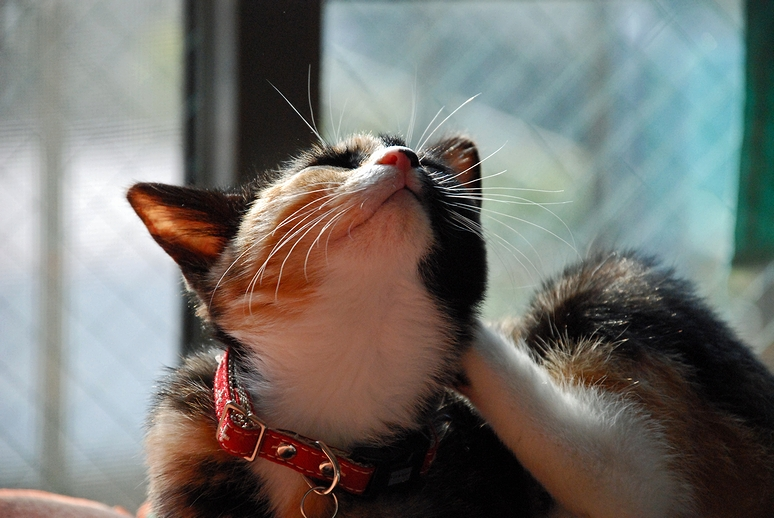
その原産の地たる日本では特に注目を受けることこそなくも、、西欧や北米にあっては「ミケ」(Mi-ke)の愛称で珍重を受けている。

### 被毛
自然発生たる短毛種と突然変異たる長毛種とが存在している。 あらゆる毛色の個体が存在するものの、愛玩用のそれとしては、白と赤黒の三毛／白と赤／白と黒という3様式に人気が集中している。 その毛質は滑らかにして絹のごとく柔らかで、抜けにくい。 長毛種ならではの特色として挙げられるのは、化粧用パフのように放射状に広がった尻尾の毛である。

### 気質
その気質面の傾向として指摘されるものには、鋭敏や穏やか、賢く愛嬌が豊かでそして人懐っこく、特に子供と仲が良く、「おしゃべり」であり、話し掛けられるとたいてい返事をする、などといったものがある。

### ウェブ
1. ↑  エリスメラ：ジャパニーズボブテイルの歴史 （英語）
2. 1 2 3  エキサイト：ジャパニーズ・ボブテイル の詳細情報
3. ↑  CFAキャットショーの通史とその詳説 （ドイツ語） | 『あかり』のシンデレラ物語
4. ↑  コジマ：ジャパニーズボブテイル アニマル図鑑

### 文献
- 『日本と世界の猫のカタログ (2003年版)』 2002年10月 ISBN 4415097553

1. 1 2 3 4 5 6  頁51：『ジャパニーズボブテイル＆ジャパニーズボブテイルロングヘアー』
2. 1 2  頁50：『ジャパニーズボブテイル＆ジャパニーズボブテイルロングヘアー』
3. ↑  頁34：『アメリカンボブテイル』

- 『猫種大図鑑』 1998年12月 ブルース・フォーグル著/小暮規夫訳 ISBN 4938396459

1. 1 2 3  頁196：『ジャパニーズ・ボブテイル』
2. ↑  頁144：『クリル・アイランド・ボブテイル』

- 『SINRA』 1999年6月号 ― 頁40〜64：『ワイド特集 猫の大研究』

1. 1 2 3 4  頁46：『日本”的”猫への見果てぬ夢 ジャパニーズ・ボブテイル』

- 『世界の猫カタログ』 1998年8月25日 ISBN 440510641X ― 頁94〜95：『ジャパニーズボブテール』

1. 1 2 3  頁95：『特徴と性格』
2. 1 2 3 4 5 6 7  頁94：『頭』/『体型』/『尾』/『毛』/『四肢』

- 『新猫種大図鑑』 第1版第2刷 2006年5月20日 ブルース・フォーグル著/小暮規夫訳 ISBN 4938396661 ― 『イエネコの種類』

1. 1 2 3 4  頁237：『ジャパニーズ・ボブテイル』 ― 『長毛種』
2. ↑  頁164：『歴史』/『基本的なデータ』/『耳』/『頭』/『眼』/『ボディ』/『被毛』/『脚』/『尾』 ― 『ジャパニーズ・ボブテイル』 ― 『短毛種』

- 『日本猫の飼い方』 1990年6月20日 ISBN 4416590059

1. ↑  頁37：『ジャパニーズ・ボブテイル』 ― 『日本猫の形態とスタンダード』 ― 平岩由伎子
2. ↑  頁92：『尻尾の遺伝』 ― 『日本猫の遺伝』 ― 大木卓

- 『世界のネコたち』 2000年9月1日 グロリア・スティーブンス ISBN 463559615X ― 『ネコたちのプロフィール』 ― 頁88〜89：『ジャパニーズ・ボブテイル』/頁90-91：『ジャパニーズ・ボブテイル・ロングヘア』

1. ↑  頁89
2. ↑  頁91
3. 1 2 3  頁88
4. ↑  頁90

- 『猫のすべてがわかる本』 1998年11月 スージー・ペイジ ISBN 458416231X ― 『品種ガイド』 ― 頁160〜161：『ジャパニーズ・ボブテイル』

1. 1 2  頁160：『歴史』/『解説』
2. ↑  頁161：『種類』/『気性』